# Jordan Malone
Jordan Malone (ur. 20 kwietnia 1984 w Denton, Teksas, Stany Zjednoczone) – amerykański łyżwiarz szybki, startujący w short tracku. Brązowy medalista olimpijski z Vancouver. Mistrz świata z 2009 roku.
Startował na Igrzyskach w Vancouver. W sztafecie na 5000 metrów, razem z J.R. Celskim, Travisem Jaynerem, Simonem Cho i Apolo Antonem Ohno, zdobył brązowy medal. W  biegu na 500 metrów zajął 29. miejsce. W biegu na 1500 metrów został zdyskwalifikowany w kwalifikacjach i zajął 34. miejsce.